# ユメックス (求人情報)
ユメックスは、東京都千代田区に本社を置く株式会社ツナグ・マッチングサクセス（旧ユメックス株式会社）が提供する
主にインターネットにより行われる求人広告。

## 概要
東京を中心として主に関東で求人媒体を展開。また、2007年2月にダイエーより印刷会社であるジャパンプリントの全株式を取得し、子会社化するなど事業を大きく拡大した。しかし、2008年に株式会社リクルートへ全株式を売却し、完全子会社となる。同時期に求人折込「ユメックス」を「Loco Doco」へ名称変更した。2019年に株式会社ツナググループ・ホールディングスへ全株式を売却し、完全子会社となり、2021年1月1日に株式会社ツナグ・マッチングサクセスへ社名を変更した。

## 沿革
- 1979年　日経リクルート株式会社として創立、「日経求人」創刊
- 1987年　ユメックス株式会社へ商号変更
- 1995年　求人折込「ユメックス」フォーマット変更
- 2001年　フリーマガジン「Yumex」創刊
- 2008年　株式会社リクルートの完全子会社化、求人折込「ユメックス」を「Loco Doco」へ名称変更
- 2012年　求人折込「Loco Doco」を「yumex」へ名称変更
- 2015年　「カイゴのお仕事カフェ」を開始
- 2016年　RPO（採用アウトソーシング）事業、「ユメックス＋Tネットプラス」を開始
- 2017年　「主婦のおしごとフェア」を開始
- 2018年　「女性のおしごと参観日」を開始、求人情報誌「ゆめぽすと」創刊
- 2019年　株式会社ツナググループ・ホールディングスの完全子会社化
- 2021年　株式会社ツナグ・マッチングサクセスへ商号変更、株式会社インディバルより「シフトワークス」事業を承継